# Computus paschalis
De computus of computus paschalis is de berekening van de datum van Pasen en daarmee ook die van enkele andere christelijke feestdagen, zoals Hemelvaartsdag en Pinksteren.

## Geschiedenis
Computus paschalis is de techniek die vanaf het begin van de derde eeuw ontwikkeld werd ten behoeve van de bepaling van data van Paaszondag. De beoefenaren daarvan waren computisten. Van het eerste kwart van de derde eeuw tot diep in de middeleeuwen leidden de activiteiten van computisten steeds in het kader van een speciaal voor dat doel ontworpen systeem van lunaties, tot de constructie van verscheidene periodieke rijen data van de paasvollemaan van opeenvolgende jaren volgens hetzij de Juliaanse kalender, hetzij de Alexandrijnse kalender.
Deze periodieke rijen data van de paasvollemaan, ook maancycli genoemd, waren echter vaak niet alleen wezenlijk verschillend, maar zij leidden bovendien volstrekt niet altijd tot een en dezelfde zondag voor de viering van Pasen, hetgeen menigmaal tot onenigheid tussen de kerken van Alexandrië en Rome leidde.
Het zou twee eeuwen duren voordat er een volledige en bevredigende oplossing van het grote probleem van de computus werd gevonden. Dit geschiedde in Alexandrië in drie grote stappen: 
1. de door Anatolios van Alexandrië rond 260 op basis van de metonische cyclus gedane uitvinding van de allereerste metonische 19-jarige maancyclus (waaruit de bijbehorende data van Paaszondag gemakkelijk konden worden bepaald met behulp van de oude Alexandrijnse regel 'Paaszondag is de eerste zondag op of na de paasvollemaan');[1]
2. de door computisten van de kerk van Alexandrië tussen 300 en 324 uitgevoerde constructie van de tweede metonische 19-jarige maancyclus (idem, maar dan met behulp van de nieuwe Alexandrijnse regel 'Paaszondag is de eerste zondag na de paasvollemaan');[2]:48
3. de door Annianus rond 400 gedane ontdekking van het feit dat als de nieuwe Alexandrijnse regel 'Paaszondag is de eerste zondag na de paasvollemaan' toegepast wordt op de data van welke metonische 19-jarige maancyclus ook, de aldus verkregen rij data van Paaszondag een paascyclus is met een periode van 532 jaar (19 × 7 × 4 = 532).[2]:67

Uit Annianus' 19-jarige maancyclus kwam een eeuw later Dionysius Exiguus' paastabel voort (rond 520),:68-69 en uit deze uiteindelijk Beda Venerabilis' paastabel (rond 720), die niet alleen de juliaanse versie van Annianus' 19-jarige maancyclus bevatte, maar ook die van diens 532-jarige paascyclus.:103-120 Met de aanvaarding van Beda Venerabilis' paastabel door de kerken in Brittannië en Ierland en in het Frankische koninkrijk in de loop van de achtste eeuw en door de kerk van Rome rond 800 werden in principe alle toekomstige juliaanse kalenderdata van Paaszondag definitief en ondubbelzinnig vastgelegd tot het jaar 1582, toen de juliaanse door de gregoriaanse kalender werd vervangen.

## Van techniek naar toegepaste wetenschap
Hoewel computus gebruikmaakt van wetenschappen als astronomie en wiskunde, kent het van zichzelf geen universele principes en onderliggende theorie. Waar wetenschap vanuit nieuwsgierigheid en speculatie met een hypothese komt, begint computus met het probleem om de lunisolaire kalender te berekenen en eindigt met als product de paastabellen. In die zin is het meer een techniek dan een wetenschap en had het meer overeenkomsten met de artes mechanicae of praktische kunsten dan met de artes liberales die weinig ophadden met observatie en experimenten. Sinds de oudheid werd observatie ondergeschikt geacht aan het rationalisme, zoals Plato die stelde dat ware kennis alleen door de rede of ratio via deductie kon worden verkregen. Met De temporum ratione ('Over de tijdrekening') van Beda werd computus echter meer dan een techniek. Beda benoemde het zelf nog niet als kunst of ars. Beda probeerde echter de theologische en praktische tegenstellingen rond de lunisolaire kalender met elkaar in overeenstemming te brengen op een manier die de gebruikelijke kritiek kon doorstaan. Daarmee gaf het de scholastiek een eerste aanzet om de dogmatische benadering van de wetenschap van de oudheid los te laten en meer te bewegen richting wat veel later de toegepaste wetenschap werd.